# Linke Rheinstrecke
| | |                                                                                  |                                                                                  |
| Streckennummer (DB): | 2630 (Köln–Bingen) 2638 (Köln Hbf–Köln West) 3510 (Bingen–Mainz)                                       |                                                                                  |                                                                                  |
| Kursbuchstrecke (DB): | 470, 471                                                                                               |                                                                                  |                                                                                  |
| Kursbuchstrecke: | 249 (1946) 248 (Köln Hbf–Kalscheuren 1946) 248m (Koblenz-Lützel–Hbf 1946) 271 (Gau Algesh–MZ Hbf 1946) |                                                                                  |                                                                                  |
| Streckenlänge: | 181 km                                                                                                 |                                                                                  |                                                                                  |
| Spurweite: | 1435 mm (Normalspur)                                                                                   |                                                                                  |                                                                                  |
| Streckenklasse: | D4 |                                                                                  |                                                                                  |
| Stromsystem: | 15 kV 16,7 Hz ~                                                                                        |                                                                                  |                                                                                  |
| Streckengeschwindigkeit: | 160 km/h                                                                                               |                                                                                  |                                                                                  |
| Zweigleisigkeit: | (durchgehend)                                                                                          |                                                                                  |                                                                                  |
| | |                                                                                  |                                                                                  |
| \| \| \| von Siegen über Troisdorf, SFS von Rhein/Main sowie von der rechten Rheinstrecke \| \| \| \| \| \| \| \| \| \| von (Duisburg–) Köln-Mülheim \| \| \| \| \| \| \| \| \| \| Köln Messe/Deutz nach Köln-Mülheim (–Gruiten) \| \| \| \| \| \| \| \| \| \| Hohenzollernbrücke \| \| \| \| −2,0 \| Köln Hbf \| Köln Hbf \| \| \| \| von/nach Neuss \| \| \| \| \| von/nach Aachen \| \| \| \| \| \| \| \| \| 0,4 \| Köln West Wf sog. Schlundgleis n. Köln Gereon \| Köln West Wf sog. Schlundgleis n. Köln Gereon \| \| \| \| \| \| \| \| 1,1 \| Köln West \| Köln West \| \| \| \| Köln Aachener Straße (geplant) \| \| \| \| 3,2 \| Köln Süd Bf / Abzw \| Köln Süd Bf / Abzw \| \| \| \| Vorgebirgsbahn (Stadtbahnlinie 18) \| \| \| \| 3,0 \| Cöln-Pantaleon (ehem. Cöln BCE) \| Cöln-Pantaleon (ehem. Cöln BCE) \| \| \| \| Südbrücke: Köln Bonntor–Gremberg … \| \| \| \| \| … sowie zur SFS nach Rhein/Main \| \| \| \| 3,9 \| Köln Eifeltor Enf (Bft) \| Köln Eifeltor Enf (Bft) \| \| \| \| Köln Weißhausstraße (geplant) \| \| \| \| \| Köln Klettenberg (geplant) \| \| \| \| 5,8 \| Köln Eifeltor \| Köln Eifeltor \| \| \| 6,6 \| vom KBE-Übergabebahnhof \| vom KBE-Übergabebahnhof \| \| \| 6,5 \| Köln Eifeltor Esf (Bft) \| Köln Eifeltor Esf (Bft) \| \| \| \| A 4 \| \| \| \| 8,0 \| Köln Eifeltor Umschlagbf (Bft) \| Köln Eifeltor Umschlagbf (Bft) \| \| \| \| \| \| \| \| 9,4 \| Hürth-Kalscheuren (Inselbahnhof) nach Euskirchen–Gerolstein–Trier \| Hürth-Kalscheuren (Inselbahnhof) nach Euskirchen–Gerolstein–Trier \| \| \| \| \| \| \| \| 10,1 \| Hürth-Kalscheuren Südkopf (Bft) \| Hürth-Kalscheuren Südkopf (Bft) \| \| \| 12,9 \| Brühl Gbf \| Brühl Gbf \| \| \| \| Brühl-Vochem ↔ Köln-Godorf Hafen \| \| \| \| 14,6 \| Brühl \| Brühl \| \| \| 19,5 \| Sechtem \| Sechtem \| \| \| 25,8 \| Roisdorf \| Roisdorf \| \| \| \| Vorgebirgsbahn (Stadtbahnlinie 18) \| \| \| \| \| von Euskirchen \| \| \| \| 31,1 \| Bonn Gbf \| Bonn Gbf \| \| \| 31,9 \| Bonn Hbf \| Bonn Hbf \| \| \| \| zum ehem. Trajekt Bonn–Oberkassel \| \| \| \| 34,5 \| Bonn UN Campus \| Bonn UN Campus \| \| \| 37,2 \| Bonn-Bad Godesberg Nord \| Bonn-Bad Godesberg Nord \| \| \| 39,0 \| Bonn-Bad Godesberg \| Bonn-Bad Godesberg \| \| \| 41,3 \| Bonn-Mehlem \| Bonn-Mehlem \| \| \| 43,6 \| Bonn Neuer Weg \| Bonn Neuer Weg \| \| \| \| Landesgrenze NRW/Rheinland-Pfalz \| \| \| \| 45,9 \| Rolandseck \| Rolandseck \| \| \| 48,2 \| Oberwinter \| Oberwinter \| \| \| 52,7 \| Remagen \| Remagen \| \| \| \| Ahrtalbahn ↔ ehem. Ludendorff-Brücke \| \| \| \| \| Abzw Ahrbrücke von der Ahrtalbahn \| \| \| \| 56,7 \| Sinzig \| Sinzig \| \| \| 59,3 \| Tiefpfad \| Tiefpfad \| \| \| 62,5 \| Bad Breisig \| Bad Breisig \| \| \| \| Brohltalbahn (Meterspur) \| \| \| \| 65,7 \| Brohl Übergang zur Brohltalbahn \| Brohl Übergang zur Brohltalbahn \| \| \| 69,2 \| Namedy \| Namedy \| \| \| 73,2 \| Andernach \| Andernach \| \| \| \| zum Hafen Andernach \| \| \| \| \| nach Kaisersesch \| \| \| \| 76,9 \| Weißenthurm \| Weißenthurm \| \| \| 81,6 \| Mülheim-Kärlich (bis 2022: Urmitz) \| Mülheim-Kärlich (bis 2022: Urmitz) \| \| \| \| von Neuwied, rechte Rheinstrecke \| \| \| \| \| Koblenz Unterwerk (Anst) \| \| \| \| \| zum Hafen Koblenz \| \| \| \| \| ehem. von Mayen \| \| \| \| 87,0 \| Koblenz-Lützel Nord (DB Museum) \| Koblenz-Lützel Nord (DB Museum) \| \| \| \| ursprüngl. von Mayen \| \| \| \| 89,4 \| Koblenz-Lützel \| Koblenz-Lützel \| \| \| \| Moseleisenbahnbrücke \| \| \| \| \| ehem. Hafenbahn \| \| \| \| \| Koblenz Rheinbahnhof \| \| \| \| \| nach Koblenz Mosel \| \| \| \| 90,5 \| Koblenz Stadtmitte \| Koblenz Stadtmitte \| \| \| \| \| \| \| \| \| Pfaffendorfer Brücke (heute Straße), ehem. zur rechten Rheinstrecke \| \| \| \| \| \| \| \| \| \| von Trier über Wittlich Hbf \| \| \| \| 91,2 \| Koblenz Hbf \| Koblenz Hbf \| \| \| \| \| \| \| \| \| Horchheimer Eisenbahnbrücke: Lahntalbahn, zur rechten Rheinstrecke \| \| \| \| \| \| \| \| \| \| \| \| \| \| 94,3 \| Königsbach (b. Kapellen-Stolzenfels)[Anm. 1]. \| Königsbach (b. Kapellen-Stolzenfels)[Anm. 1]. \| \| \| \| \| \| \| \| 99,8 \| Rhens \| Rhens \| \| \| 103,3 \| Spay \| Spay \| \| \| \| von Simmern (Hunsrückbahn) \| \| \| \| 110,7 \| Boppard Hbf \| Boppard Hbf \| \| \| \| Boppard Süd (Hunsrückbahn) \| \| \| \| 115,6 \| Boppard-Bad Salzig \| Boppard-Bad Salzig \| \| \| \| \| \| \| \| 119,4 \| Boppard-Hirzenach (Bft von Werlau) \| Boppard-Hirzenach (Bft von Werlau) \| \| \| \| \| \| \| \| 122,4 \| Werlau \| Werlau \| \| \| 125,3 \| St. Goar \| St. Goar \| \| \| \| Bank-Tunnel (367 m) \| \| \| \| 127,4 \| Urbar Nord \| Urbar Nord \| \| \| \| Bett-Tunnel (236 m) \| \| \| \| \| Kammereck-Tunnel (289 m) \| \| \| \| 128,8 \| Urbar Süd \| Urbar Süd \| \| \| 132,1 \| Oberwesel \| Oberwesel \| \| \| 138,5 \| Bacharach \| Bacharach \| \| \| 142,0 \| Niederheimbach \| Niederheimbach \| \| \| 146,6 \| Trechtingshausen \| Trechtingshausen \| \| \| 150,6 \| Bingen Vorbf (Bft von Bingen Hbf) \| Bingen Vorbf (Bft von Bingen Hbf) \| \| \| \| \| \| \| \| 152,0 \| Bingen (Rhein) Hbf bis 1993: Bingerbrück \| Bingen (Rhein) Hbf bis 1993: Bingerbrück \| \| \| \| \| \| \| \| \| nach Saarbrücken \| \| \| \| \| \| \| \| \| 152,40,0 \| Nahe (Streckenwechsel), ehem. Grenze Preußen/Hessen \| Nahe (Streckenwechsel), ehem. Grenze Preußen/Hessen \| \| \| \| \| \| \| \| 1,0 \| Bingen (Rhein) Stadt \| Bingen (Rhein) Stadt \| \| \| 3,8 \| Nahetalbahn ↔ ehem. Hindenb.-brücke \| Nahetalbahn ↔ ehem. Hindenb.-brücke \| \| \| \| nach Worms \| \| \| \| 4,6 \| Bingen-Gaulsheim [Anm. 2] \| Bingen-Gaulsheim [Anm. 2] \| \| \| \| \| \| \| \| \| ehem. zur Hindenburgbrücke bzw. von Bad Kreuznach \| \| \| \| \| \| \| \| \| 9,4 \| Gau Algesheim \| Gau Algesheim \| \| \| \| ehem. von Jugenheim-Partenheim \| \| \| \| 12,5 \| Ingelheim \| Ingelheim \| \| \| \| ehem. nach Frei-Weinheim \| \| \| \| 17,5 \| Heidesheim (Rheinhessen) \| Heidesheim (Rheinhessen) \| \| \| 20,2 \| Uhlerborn \| Uhlerborn \| \| \| 23,1 \| Budenheim \| Budenheim \| \| \| 27,3 \| Mainz-Mombach \| Mainz-Mombach \| \| \| \| nach Kostheim \| \| \| \| \| von Alzey \| \| \| \| 30,6 \| Mainz Hbf \| Mainz Hbf \| \| \| \| nach Frankfurt \| \| \| \| \| nach Ludwigshafen \| \| \| \| \| \| \| \| Quellen: [1][2][3] \| \| \| \| | |                                                                                  |                                                                                  |
| Strecke · Strecke | | von Siegen über Troisdorf, SFS von Rhein/Main sowie von der rechten Rheinstrecke | von Siegen über Troisdorf, SFS von Rhein/Main sowie von der rechten Rheinstrecke |
| | |                                                                                  |                                                                                  |
| Abzweig geradeaus und von rechts · Abzweig geradeaus, nach links und von rechts · Strecke von rechts | | von (Duisburg–) Köln-Mülheim                                                     | von (Duisburg–) Köln-Mülheim                                                     |
| | |                                                                                  |                                                                                  |
| S-Bahn-Turmhaltepunkt geradeaus oben · Turmbahnhof geradeaus oben · Strecke nach rechts | | Köln Messe/Deutz nach Köln-Mülheim (–Gruiten)                                    | Köln Messe/Deutz nach Köln-Mülheim (–Gruiten)                                    |
| | |                                                                                  |                                                                                  |
| Brücke über Wasserlauf · Brücke über Wasserlauf | | Hohenzollernbrücke                                                               | Hohenzollernbrücke                                                               |
| S-Bahnhof · Bahnhof | −2,0                                                                                                   | Köln Hbf                                                                         | Köln Hbf                                                                         |
| Abzweig geradeaus und nach rechts · Abzweig geradeaus und nach rechts · Strecke von rechts | | von/nach Neuss                                                                   | von/nach Neuss                                                                   |
| Strecke nach rechts · Abzweig geradeaus und nach rechts · Abzweig geradeaus und von rechts | | von/nach Aachen                                                                  | von/nach Aachen                                                                  |
| | |                                                                                  |                                                                                  |
| Strecke von links · Strecke nach rechts und von links · Abzweig quer und nach rechts | 0,4 | Köln West Wf sog. Schlundgleis n. Köln Gereon                                    | Köln West Wf sog. Schlundgleis n. Köln Gereon                                    |
| | |                                                                                  |                                                                                  |
| Bahnhof · Dienststation / Betriebs- oder Güterbahnhof | 1,1 | Köln West                                                                        | Köln West                                                                        |
| ehemaliger S-Bahn-Halt · Strecke | | Köln Aachener Straße (geplant)                                                   | Köln Aachener Straße (geplant)                                                   |
| Bahnhof · Blockstelle | 3,2 | Köln Süd Bf / Abzw                                                               | Köln Süd Bf / Abzw                                                               |
| Kreuzung mit U-Bahn geradeaus oben · Kreuzung mit U-Bahn geradeaus oben | | Vorgebirgsbahn (Stadtbahnlinie 18)                                               | Vorgebirgsbahn (Stadtbahnlinie 18)                                               |
| Strecke · Strecke · Kopfbahnhof Streckenanfang (Strecke außer Betrieb) | 3,0 | Cöln-Pantaleon (ehem. Cöln BCE)                                                  | Cöln-Pantaleon (ehem. Cöln BCE)                                                  |
| Strecke · Abzweig nach links und ehemals von links · Abzweig ehemals nach rechts und von rechts | | Südbrücke: Köln Bonntor–Gremberg …                                               | Südbrücke: Köln Bonntor–Gremberg …                                               |
| Strecke nach links · Kreuzung (Strecke geradeaus außer Betrieb) · Kreuzung geradeaus unten und links | | … sowie zur SFS nach Rhein/Main                                                  | … sowie zur SFS nach Rhein/Main                                                  |
| Strecke · Blockstelle | 3,9 | Köln Eifeltor Enf (Bft)                                                          | Köln Eifeltor Enf (Bft)                                                          |
| ehemaliger S-Bahn-Halt · Strecke | | Köln Weißhausstraße (geplant)                                                    | Köln Weißhausstraße (geplant)                                                    |
| ehemaliger S-Bahn-Halt · Strecke | | Köln Klettenberg (geplant)                                                       | Köln Klettenberg (geplant)                                                       |
| Strecke · Dienststation / Betriebs- oder Güterbahnhof | 5,8 | Köln Eifeltor                                                                    | Köln Eifeltor                                                                    |
| Strecke · Abzweig geradeaus und ehemals von links | 6,6 | vom KBE-Übergabebahnhof                                                          | vom KBE-Übergabebahnhof                                                          |
| Strecke · Dienststation / Betriebs- oder Güterbahnhof | 6,5 | Köln Eifeltor Esf (Bft)                                                          | Köln Eifeltor Esf (Bft)                                                          |
| Strecke · Strecke | | A 4                                                                              | A 4                                                                              |
| Strecke · Dienststation / Betriebs- oder Güterbahnhof | 8,0 | Köln Eifeltor Umschlagbf (Bft)                                                   | Köln Eifeltor Umschlagbf (Bft)                                                   |
| | |                                                                                  |                                                                                  |
| Bahnhof · Dienststation / Betriebs- oder Güterbahnhof | 9,4 | Hürth-Kalscheuren (Inselbahnhof) nach Euskirchen–Gerolstein–Trier                | Hürth-Kalscheuren (Inselbahnhof) nach Euskirchen–Gerolstein–Trier                |
| | |                                                                                  |                                                                                  |
| Abzweig geradeaus, nach rechts und von links · Strecke nach rechts | 10,1                                                                                                   | Hürth-Kalscheuren Südkopf (Bft)                                                  | Hürth-Kalscheuren Südkopf (Bft)                                                  |
| Dienststation / Betriebs- oder Güterbahnhof | 12,9                                                                                                   | Brühl Gbf                                                                        | Brühl Gbf                                                                        |
| Kreuzung geradeaus unten und rechts | | Brühl-Vochem ↔ Köln-Godorf Hafen                                                 | Brühl-Vochem ↔ Köln-Godorf Hafen                                                 |
| Bahnhof | 14,6                                                                                                   | Brühl                                                                            | Brühl                                                                            |
| Bahnhof | 19,5                                                                                                   | Sechtem                                                                          | Sechtem                                                                          |
| Bahnhof | 25,8                                                                                                   | Roisdorf                                                                         | Roisdorf                                                                         |
| Kreuzung mit U-Bahn geradeaus oben | | Vorgebirgsbahn (Stadtbahnlinie 18)                                               | Vorgebirgsbahn (Stadtbahnlinie 18)                                               |
| Abzweig geradeaus und von rechts | | von Euskirchen                                                                   | von Euskirchen                                                                   |
| Dienststation / Betriebs- oder Güterbahnhof | 31,1                                                                                                   | Bonn Gbf                                                                         | Bonn Gbf                                                                         |
| Bahnhof | 31,9                                                                                                   | Bonn Hbf                                                                         | Bonn Hbf                                                                         |
| Abzweig geradeaus und ehemals nach links · Eisenbahnfähre quer (Strecke außer Betrieb) | | zum ehem. Trajekt Bonn–Oberkassel                                                | zum ehem. Trajekt Bonn–Oberkassel                                                |
| Haltepunkt / Haltestelle | 34,5                                                                                                   | Bonn UN Campus                                                                   | Bonn UN Campus                                                                   |
| Dienststation / Betriebs- oder Güterbahnhof | 37,2                                                                                                   | Bonn-Bad Godesberg Nord                                                          | Bonn-Bad Godesberg Nord                                                          |
| Bahnhof | 39,0                                                                                                   | Bonn-Bad Godesberg                                                               | Bonn-Bad Godesberg                                                               |
| Bahnhof | 41,3                                                                                                   | Bonn-Mehlem                                                                      | Bonn-Mehlem                                                                      |
| Dienststation / Betriebs- oder Güterbahnhof | 43,6                                                                                                   | Bonn Neuer Weg                                                                   | Bonn Neuer Weg                                                                   |
| Grenze | | Landesgrenze NRW/Rheinland-Pfalz                                                 | Landesgrenze NRW/Rheinland-Pfalz                                                 |
| Haltepunkt / Haltestelle | 45,9                                                                                                   | Rolandseck                                                                       | Rolandseck                                                                       |
| Haltepunkt / Haltestelle | 48,2                                                                                                   | Oberwinter                                                                       | Oberwinter                                                                       |
| Bahnhof | 52,7                                                                                                   | Remagen                                                                          | Remagen                                                                          |
| Kreuzung geradeaus unten und rechts (Querstrecke außer Betrieb) | | Ahrtalbahn ↔ ehem. Ludendorff-Brücke                                             | Ahrtalbahn ↔ ehem. Ludendorff-Brücke                                             |
| Abzweig geradeaus und ehemals von rechts | | Abzw Ahrbrücke von der Ahrtalbahn                                                | Abzw Ahrbrücke von der Ahrtalbahn                                                |
| Bahnhof | 56,7                                                                                                   | Sinzig                                                                           | Sinzig                                                                           |
| ehemaliger Dienststation / Betriebs- oder Güterbahnhof | 59,3                                                                                                   | Tiefpfad                                                                         | Tiefpfad                                                                         |
| Haltepunkt / Haltestelle | 62,5                                                                                                   | Bad Breisig                                                                      | Bad Breisig                                                                      |
| Abzweig von links und von rechts · Kreuzung geradeaus unten | | Brohltalbahn (Meterspur)                                                         | Brohltalbahn (Meterspur)                                                         |
| Kopfbahnhof Streckenende · Bahnhof | 65,7                                                                                                   | Brohl Übergang zur Brohltalbahn                                                  | Brohl Übergang zur Brohltalbahn                                                  |
| Haltepunkt / Haltestelle | 69,2                                                                                                   | Namedy                                                                           | Namedy                                                                           |
| Bahnhof | 73,2                                                                                                   | Andernach                                                                        | Andernach                                                                        |
| Abzweig geradeaus und nach links | | zum Hafen Andernach                                                              | zum Hafen Andernach                                                              |
| Abzweig geradeaus und nach rechts | | nach Kaisersesch                                                                 | nach Kaisersesch                                                                 |
| Bahnhof | 76,9                                                                                                   | Weißenthurm                                                                      | Weißenthurm                                                                      |
| Bahnhof | 81,6                                                                                                   | Mülheim-Kärlich (bis 2022: Urmitz)                                               | Mülheim-Kärlich (bis 2022: Urmitz)                                               |
| Strecke von links · Kreuzung geradeaus unten · Abzweig quer und von links | | von Neuwied, rechte Rheinstrecke                                                 | von Neuwied, rechte Rheinstrecke                                                 |
| Blockstelle · Strecke · Strecke | | Koblenz Unterwerk (Anst)                                                         | Koblenz Unterwerk (Anst)                                                         |
| Strecke · Strecke · Abzweig geradeaus, ehemals nach links und von links | | zum Hafen Koblenz                                                                | zum Hafen Koblenz                                                                |
| Abzweig geradeaus und ehemals von rechts · Strecke · Strecke | | ehem. von Mayen                                                                  | ehem. von Mayen                                                                  |
| Dienststation / Betriebs- oder Güterbahnhof · Dienststation / Betriebs- oder Güterbahnhof · Dienststation / Betriebs- oder Güterbahnhof | 87,0                                                                                                   | Koblenz-Lützel Nord (DB Museum)                                                  | Koblenz-Lützel Nord (DB Museum)                                                  |
| Abzweig geradeaus und ehemals von rechts · Abzweig geradeaus und von links · Strecke nach rechts | | ursprüngl. von Mayen                                                             | ursprüngl. von Mayen                                                             |
| Bahnhof · Bahnhof | 89,4                                                                                                   | Koblenz-Lützel                                                                   | Koblenz-Lützel                                                                   |
| Brücke über Wasserlauf · Brücke über Wasserlauf | | Moseleisenbahnbrücke                                                             | Moseleisenbahnbrücke                                                             |
| Kreuzung geradeaus oben (Querstrecke außer Betrieb) · Kreuzung geradeaus oben (Querstrecke außer Betrieb) | | ehem. Hafenbahn                                                                  | ehem. Hafenbahn                                                                  |
| Strecke · ehemaliger Bahnhof | | Koblenz Rheinbahnhof                                                             | Koblenz Rheinbahnhof                                                             |
| Abzweig geradeaus und nach rechts · Strecke | | nach Koblenz Mosel                                                               | nach Koblenz Mosel                                                               |
| Haltepunkt / Haltestelle · Haltepunkt / Haltestelle | 90,5                                                                                                   | Koblenz Stadtmitte                                                               | Koblenz Stadtmitte                                                               |
| | |                                                                                  |                                                                                  |
| Strecke · Abzweig geradeaus und ehemals nach links · Strecke unter Wasserlauf Anfang Hochstrecke, Ende Hochstrecke und quer (Strecke außer Betrieb) | | Pfaffendorfer Brücke (heute Straße), ehem. zur rechten Rheinstrecke              | Pfaffendorfer Brücke (heute Straße), ehem. zur rechten Rheinstrecke              |
| | |                                                                                  |                                                                                  |
| Abzweig geradeaus und von rechts · Strecke | | von Trier über Wittlich Hbf                                                      | von Trier über Wittlich Hbf                                                      |
| Bahnhof · Bahnhof | 91,2                                                                                                   | Koblenz Hbf                                                                      | Koblenz Hbf                                                                      |
| | |                                                                                  |                                                                                  |
| Strecke nach links · Kreuzung geradeaus unten · Strecke unter Wasserlauf Anfang Hochstrecke, Ende Hochstrecke und quer | | Horchheimer Eisenbahnbrücke: Lahntalbahn, zur rechten Rheinstrecke               | Horchheimer Eisenbahnbrücke: Lahntalbahn, zur rechten Rheinstrecke               |
| | |                                                                                  |                                                                                  |
| | |                                                                                  |                                                                                  |
| Dienststation / Betriebs- oder Güterbahnhof | 94,3                                                                                                   | Königsbach (b. Kapellen-Stolzenfels).                                            | Königsbach (b. Kapellen-Stolzenfels).                                            |
| | |                                                                                  |                                                                                  |
| Bahnhof | 99,8                                                                                                   | Rhens                                                                            | Rhens                                                                            |
| Haltepunkt / Haltestelle | 103,3                                                                                                  | Spay                                                                             | Spay                                                                             |
| Strecke von rechts · Strecke | | von Simmern (Hunsrückbahn)                                                       | von Simmern (Hunsrückbahn)                                                       |
| Bahnhof · Bahnhof | 110,7                                                                                                  | Boppard Hbf                                                                      | Boppard Hbf                                                                      |
| Haltepunkt / Haltestelle Streckenende · Strecke | | Boppard Süd (Hunsrückbahn)                                                       | Boppard Süd (Hunsrückbahn)                                                       |
| Haltepunkt / Haltestelle | 115,6                                                                                                  | Boppard-Bad Salzig                                                               | Boppard-Bad Salzig                                                               |
| | |                                                                                  |                                                                                  |
| Bahnhof | 119,4                                                                                                  | Boppard-Hirzenach (Bft von Werlau)                                               | Boppard-Hirzenach (Bft von Werlau)                                               |
| | |                                                                                  |                                                                                  |
| Dienststation / Betriebs- oder Güterbahnhof | 122,4                                                                                                  | Werlau                                                                           | Werlau                                                                           |
| Bahnhof | 125,3                                                                                                  | St. Goar                                                                         | St. Goar                                                                         |
| Tunnel | | Bank-Tunnel (367 m)                                                              | Bank-Tunnel (367 m)                                                              |
| Überleitstelle / Spurwechsel | 127,4                                                                                                  | Urbar Nord                                                                       | Urbar Nord                                                                       |
| Tunnel | | Bett-Tunnel (236 m)                                                              | Bett-Tunnel (236 m)                                                              |
| Tunnel | | Kammereck-Tunnel (289 m)                                                         | Kammereck-Tunnel (289 m)                                                         |
| Überleitstelle / Spurwechsel | 128,8                                                                                                  | Urbar Süd                                                                        | Urbar Süd                                                                        |
| Bahnhof | 132,1                                                                                                  | Oberwesel                                                                        | Oberwesel                                                                        |
| Bahnhof | 138,5                                                                                                  | Bacharach                                                                        | Bacharach                                                                        |
| Bahnhof | 142,0                                                                                                  | Niederheimbach                                                                   | Niederheimbach                                                                   |
| Haltepunkt / Haltestelle | 146,6                                                                                                  | Trechtingshausen                                                                 | Trechtingshausen                                                                 |
| Dienststation / Betriebs- oder Güterbahnhof | 150,6                                                                                                  | Bingen Vorbf (Bft von Bingen Hbf)                                                | Bingen Vorbf (Bft von Bingen Hbf)                                                |
| | |                                                                                  |                                                                                  |
| Bahnhof | 152,0                                                                                                  | Bingen (Rhein) Hbf bis 1993: Bingerbrück                                         | Bingen (Rhein) Hbf bis 1993: Bingerbrück                                         |
| | |                                                                                  |                                                                                  |
| Abzweig geradeaus, nach rechts und ehemals von rechts | | nach Saarbrücken                                                                 | nach Saarbrücken                                                                 |
| | |                                                                                  |                                                                                  |
| Grenze auf Brücke über Wasserlauf | 152,40,0                                                                                               | Nahe (Streckenwechsel), ehem. Grenze Preußen/Hessen                              | Nahe (Streckenwechsel), ehem. Grenze Preußen/Hessen                              |
| | |                                                                                  |                                                                                  |
| Bahnhof | 1,0 | Bingen (Rhein) Stadt                                                             | Bingen (Rhein) Stadt                                                             |
| Kreuzung geradeaus unten (Querstrecke außer Betrieb) | 3,8 | Nahetalbahn ↔ ehem. Hindenb.-brücke                                              | Nahetalbahn ↔ ehem. Hindenb.-brücke                                              |
| Abzweig geradeaus und nach rechts | | nach Worms                                                                       | nach Worms                                                                       |
| Haltepunkt / Haltestelle | 4,6 | Bingen-Gaulsheim                                                                 | Bingen-Gaulsheim                                                                 |
| | |                                                                                  |                                                                                  |
| Abzweig geradeaus, ehemals nach rechts und von rechts | | ehem. zur Hindenburgbrücke bzw. von Bad Kreuznach                                | ehem. zur Hindenburgbrücke bzw. von Bad Kreuznach                                |
| | |                                                                                  |                                                                                  |
| Bahnhof | 9,4 | Gau Algesheim                                                                    | Gau Algesheim                                                                    |
| Kreuzung geradeaus unten (Querstrecke außer Betrieb) · Strecke von rechts (außer Betrieb) | | ehem. von Jugenheim-Partenheim                                                   | ehem. von Jugenheim-Partenheim                                                   |
| Bahnhof · Bahnhof (Strecke außer Betrieb) | 12,5                                                                                                   | Ingelheim                                                                        | Ingelheim                                                                        |
| Strecke · Strecke nach links (außer Betrieb) | | ehem. nach Frei-Weinheim                                                         | ehem. nach Frei-Weinheim                                                         |
| Haltepunkt / Haltestelle | 17,5                                                                                                   | Heidesheim (Rheinhessen)                                                         | Heidesheim (Rheinhessen)                                                         |
| Bahnhof | 20,2                                                                                                   | Uhlerborn                                                                        | Uhlerborn                                                                        |
| Bahnhof | 23,1                                                                                                   | Budenheim                                                                        | Budenheim                                                                        |
| Bahnhof | 27,3                                                                                                   | Mainz-Mombach                                                                    | Mainz-Mombach                                                                    |
| Abzweig geradeaus, nach links und von links | | nach Kostheim                                                                    | nach Kostheim                                                                    |
| Abzweig geradeaus und von rechts | | von Alzey                                                                        | von Alzey                                                                        |
| Bahnhof | 30,6                                                                                                   | Mainz Hbf                                                                        | Mainz Hbf                                                                        |
| Abzweig geradeaus und nach links | | nach Frankfurt                                                                   | nach Frankfurt                                                                   |
| | | nach Ludwigshafen                                                                |                                                                                  |
| | |                                                                                  |                                                                                  |
| Quellen: | |                                                                                  |                                                                                  |

Die linke Rheinstrecke ist eine Hauptbahn, die am Nieder- und Mittelrhein entlang von Köln über Bonn, Koblenz und Bingen nach Mainz verläuft.
Bis zum Bau der Schnellfahrstrecke Köln–Rhein/Main war sie eine der wichtigsten Strecken im Schienenpersonenfernverkehr Westdeutschlands. Aufgrund ihres Verlaufs durch das obere Mittelrheintal (Welterbe Kulturlandschaft) gilt sie wie die parallel verlaufende rechte Rheinstrecke bis heute als eine der romantischsten Eisenbahnstrecken in Deutschland.

## Betrieb

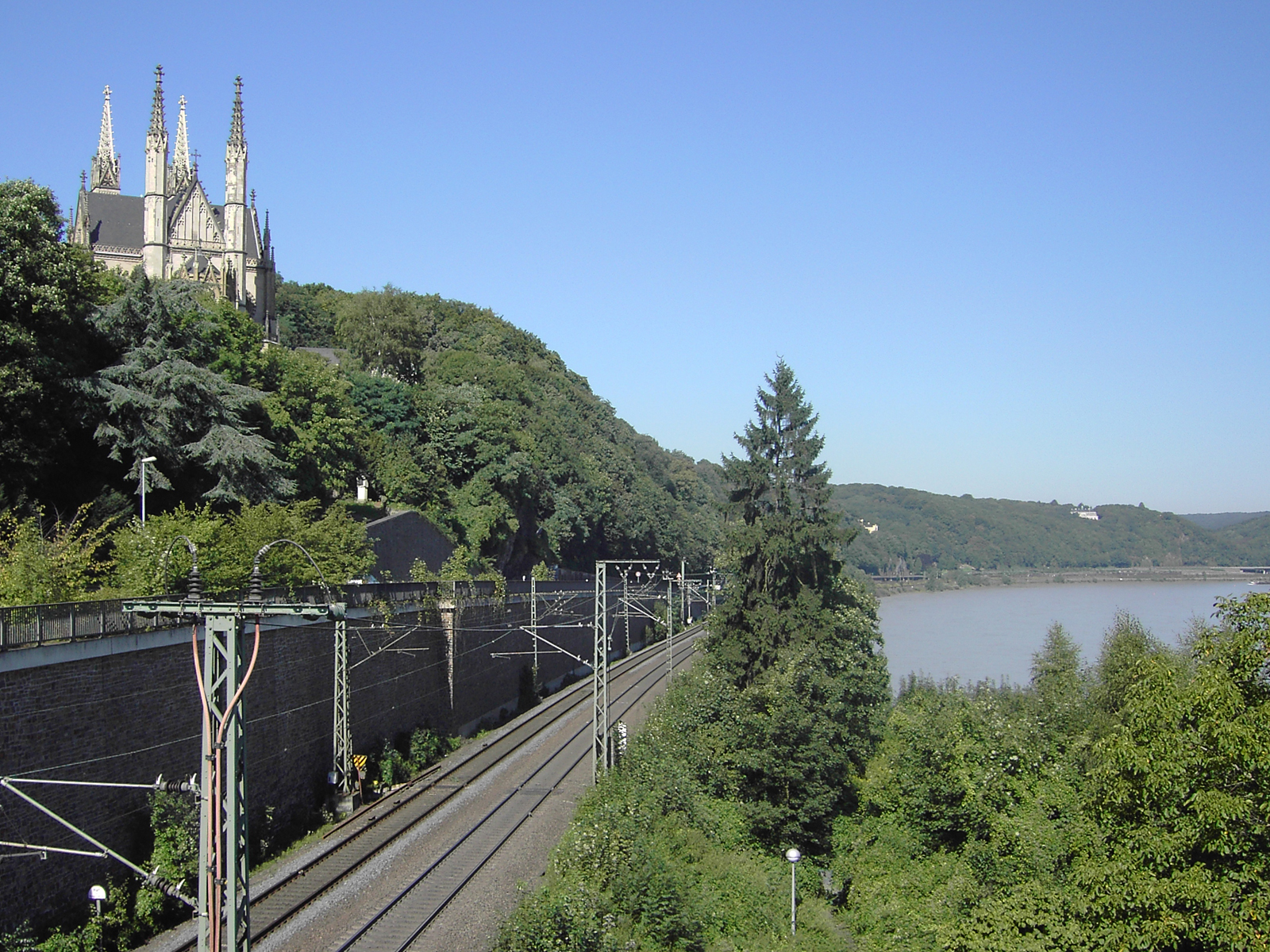
Linke Rheinstrecke bei Remagen

Die linke Rheinstrecke ist auf ihrer gesamten Länge von 185 Kilometern zweigleisig ausgebaut und seit 1959 mit Oberleitung versehen. Sie trägt zwischen Köln und Bingen die VzG-Streckennummer 2630 und zwischen Bingen und Mainz die Nummer 3510.
Die Strecke wurde, soweit es die Topografie zuließ (vornehmlich in den Abschnitten Köln–Koblenz und Bingen–Mainz), für bis zu 160 km/h ertüchtigt. In dem topografisch schwierigen Abschnitt zwischen Koblenz und Bingen, wo die Strecke eng dem mäandrierenden Verlauf des Rheins folgt (UNESCO-Welterbe Oberes Mittelrheintal), war dies jedoch nicht möglich. Bei weiter steigendem Verkehr entwickelte sich die Strecke immer mehr zum Nadelöhr. Da ein weiterer Ausbau der beiden Rheinstrecken sehr teuer geworden wäre, wurde die Schnellfahrstrecke Köln–Rhein/Main abseits des Rheintals errichtet. Nach deren Eröffnung 2002 wurde die linke Rheinstrecke im Herbst 2003 aufwändig saniert, der Hauptteil des Fernverkehrs verlagerte sich auf die neue Strecke, da diese zwischen Köln und Frankfurt-Flughafen die Reisezeit um genau eine Stunde verkürzte.
Aufgrund der weiterhin hohen Streckenbelastung blieb die Strecke überwiegend von Rückbaumaßnahmen verschont, sie bietet daher zahlreiche Ausweich- und Überholmöglichkeiten. In einzelnen Bahnhöfen wurden jedoch Ausweichgleise zurückgebaut – z. B. beide Ausweichgleise in Oberwinter, in Brühl nach dem Eisenbahnunfall von Brühl 2000 das Ausweichgleis in Richtung Köln –, ebenso das Überholgleis in Budenheim und das rheinseitige Überholgleis in Uhlerborn.
Die Nahverkehrslinien auf der Strecke wurden nach der Bahnreform 1994 zunächst komplett von DB Regio betrieben. Im Dezember 2008 übernahm trans regio die Regionalbahnen Köln – Koblenz – Mainz und bot nach Jahren erstmals wieder durchgehende Nahverkehrsverbindungen zwischen Köln und Mainz an, während die Regionalexpress-Linien zunächst weiterhin bei DB Regio blieben. Im Dezember 2014 wurden einige der Regionalexpress-Züge zwischen Koblenz und Frankfurt vom neuen Betreiber Vlexx übernommen, im Dezember 2015 ging die Linie RB 48 (Rhein-Wupper-Bahn) von Bonn-Mehlem über Köln nach Wuppertal und im Juni 2019 die Linie RE 5 (Rhein-Express) an den Betreiber National Express.
DB Regio setzte anfangs Doppelstock-Wendezüge sowie n-Wagen und Gliedertriebzüge der Baureihe 425 ein. Letztere beide wurden im Dezember 2015 nördlich Koblenz durch Triebwagen des Typs Talent 2 von National Express ersetzt. Südlich Koblenz fährt DB Regio seit Dezember 2014 unter dem Markennamen „Süwex“ mit Stadler-Flirt-Triebwagen (DB-Baureihe 429). Die trans regio fährt mit Triebzügen vom Typ Siemens Desiro ML und Siemens Mireo (Baureihen 460, 463), Vlexx mit LINT-Dieseltriebwagen.

## Geschichte

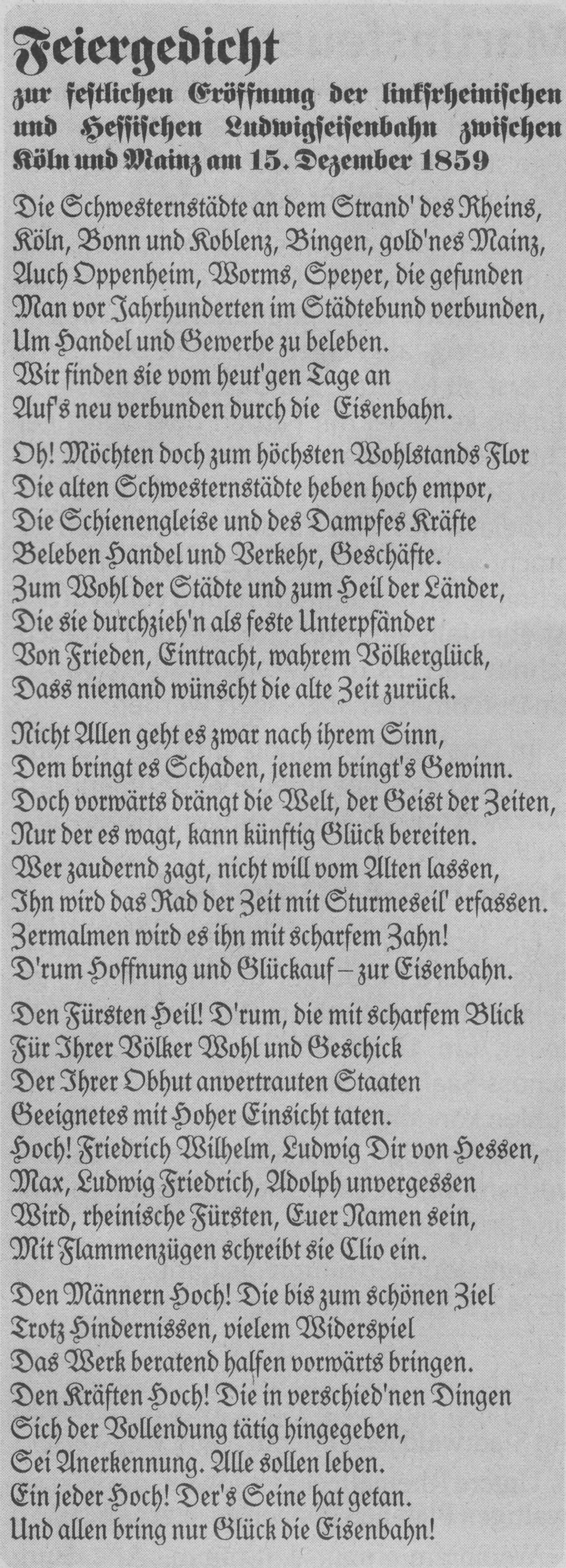
Gedicht zur Eröffnung der linken Rheinstrecke aus dem Jahr 1859

### Bis zum Ersten Weltkrieg

#### Bau
Die heute linke Rheinstrecke genannte Eisenbahnstrecke wurde nach und nach von insgesamt drei verschiedenen Eisenbahngesellschaften gebaut. Der erste Abschnitt der Strecke zwischen Bonn und Köln wurde 1843 von Paul Camille von Denis geplant und am 15. Februar 1844 von der Bonn-Cölner Eisenbahn-Gesellschaft (BCE) eröffnet. In Köln endete die Strecke ursprünglich am damaligen Bahnhof Köln St. Pantaleon südlich der Innenstadt und in Bonn am Kaiserplatz. Am 21. Januar 1856 wurde die Strecke dann Richtung Süden bis zum Bahnhof Rolandseck verlängert, um eine Weiterfahrt mittels Rheinschiff zu ermöglichen.
Zum 1. Januar 1857 wurden die BCE und ihre Stammstrecke durch die Rheinische Eisenbahn-Gesellschaft (RhE) übernommen. Diese führte die Strecke 1858 über Remagen und Andernach nach Koblenz weiter und ließ sie am Rheinischen Bahnhof südlich der Mosel enden, die sie mit der neu erbauten Moseleisenbahnbrücke querte.
Der Streckenabschnitt vom Grenzbahnhof in Bingerbrück bis Mainz wurde von der Hessischen Ludwigsbahn gebaut und am 17. Oktober 1859 eingleisig in Betrieb genommen. Zuvor wurde vom Innenministerium des Großherzogtums Hessen der Umgang des Publikums mit der neuen Technik geregelt. Mit der Vollendung der Nahebrücke in Bingen wurde eine Verbindung zur Rheinischen Eisenbahn hergestellt. Die Nahebrücke mit Rautenfachwerk war die erste in Betrieb genommene zweigleisige Eisenbahnbrücke der Hessischen Ludwigsbahn. 1861 wurde der zweigleisige Streckenausbau zwischen Bingerbrück und Mainz fertig gestellt.
Am 15. Dezember 1859 verlängerte die RhE die Strecke rückwärtig zum Kölner Centralbahnhof, weshalb der heute an dieser Stelle gelegene Hauptbahnhof bis heute eine Kilometrierung im negativen Bereich trägt. Ebenfalls am 15. Dezember 1859 wurde der landschaftlich besonders reizvolle Streckenabschnitt von Koblenz durch das enge Mittelrheintal bis zum damaligen Grenzbahnhof in Bingerbrück (heute Bingen (Rhein) Hauptbahnhof) an der damaligen preußisch/hessischen Grenze in Betrieb genommen.

#### Anschlüsse
Zeitgleich wurde in Bingerbrück der Anschluss an die Rhein-Nahe-Bahn nach Saarbrücken und zu den dortigen Kohlengruben hergestellt.
Von Bonn Hauptbahnhof bestand von 1870 bis 1914 eine Stichstrecke zum Trajekt Bonn–Oberkassel, das Bonn mit der anfangs in Oberkassel endenden rechten Rheinstrecke verband. In Koblenz wurde die Anbindung an die rechte Rheinstrecke 1864 über die – später für den Eisenbahnbetrieb stillgelegte – Pfaffendorfer Brücke ermöglicht, später durch die heute noch in Betrieb befindlichen Horchheimer und Urmitzer Eisenbahnbrücken. Während der Bauzeit der Pfaffendorfer Brücke wurde als Zwischenlösung zur Verbindung von linker und rechter Rheinstrecke das Trajekt Stolzenfels–Oberlahnstein betrieben.
Weiter bestand von 1861 bis 1900 zwischen Bingen und Rüdesheim am Rhein auf der rechten Rheinseite ein Trajekt zur Nassauischen Rheinbahn (rechten Rheinstrecke), das später als Personenfähre weiter betrieben wurde.

#### Ausbau
1901 wurde der elektrische Streckenblock zwischen  Bingen und Mainz in Betrieb genommen.

### Weltkriege und Folgezeit

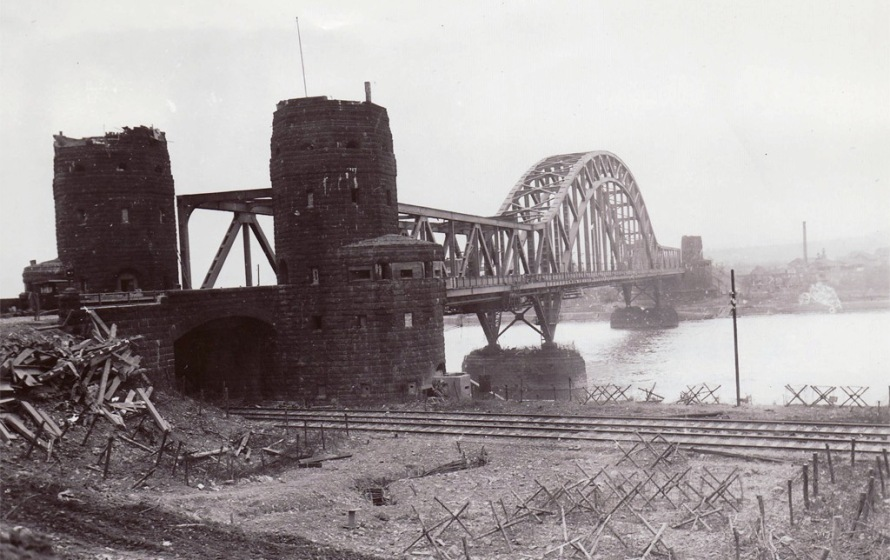
Die Ludendorff-Brücke bei Remagen nach der Eroberung durch US-Truppen 1945

Im Kriegsjahr 1915 wurde mit der Eröffnung der Hindenburgbrücke wieder eine (diesmal feste) Bahnverbindung zwischen Bingen und Rüdesheim geschaffen, die direkte Züge zwischen rechter Rheinstrecke und Nahetalbahn oder linker Rheinstrecke ermöglichte. Diese Brücke war, wie eine ganze Reihe Strategischer Bahnen, in erster Linie aufgrund militärischer Erwägungen entstanden; der zivile Verkehr dort blieb stets gering.
Während des Ersten Weltkrieges wurde an einer weiteren strategischen Rheinquerung gebaut, der Ludendorff-Brücke zwischen Erpel und Remagen. Sie diente dazu, die rechte Rheinstrecke mit der linken Rheinstrecke und der wegen der Kriegshandlungen in Nordfrankreich strategisch wichtigen Ahrtalbahn zu verbinden, wurde allerdings erst nach Ende der Kampfhandlungen 1919 in Betrieb genommen.
Sowohl Hindenburg- als auch Ludendorff-Brücke wurden im Zweiten Weltkrieg zerstört und nicht wiederaufgebaut, letztere wurde im März 1945 als Brücke von Remagen weltbekannt, da hier die von Westen vorrückenden amerikanischen Truppen erstmals rechtsrheinisches Gebiet erreichten.
Die französische Besatzungsmacht ordnete nach dem Zweiten Weltkrieg alle Bahnstrecken im nördlichen Teil ihrer Besatzungszone der Eisenbahndirektion Mainz zu. Das betraf die linke Rheinstrecke im Abschnitt zwischen Rolandseck und Mainz.
Die Reparatur der Kriegsschäden nahm Jahre in Anspruch. 1949 konnte dann die zulässige Höchstgeschwindigkeit auf der Strecke von 85 km/h auf 100 km/h erhöht werden. In der Praxis wurde diese Geschwindigkeit aber nur von wenigen Schnell- und Fernschnellzügen erreicht. Ebenfalls 1949 wurde – nachdem der Ort zuvor in die Stadt Bingen eingemeindet worden war – der Haltepunkt „Gaulsheim“ in „Bingen-Gaulsheim“ umbenannt.

### Elektrifizierte Fernverkehrs-Schlagader ab 1958

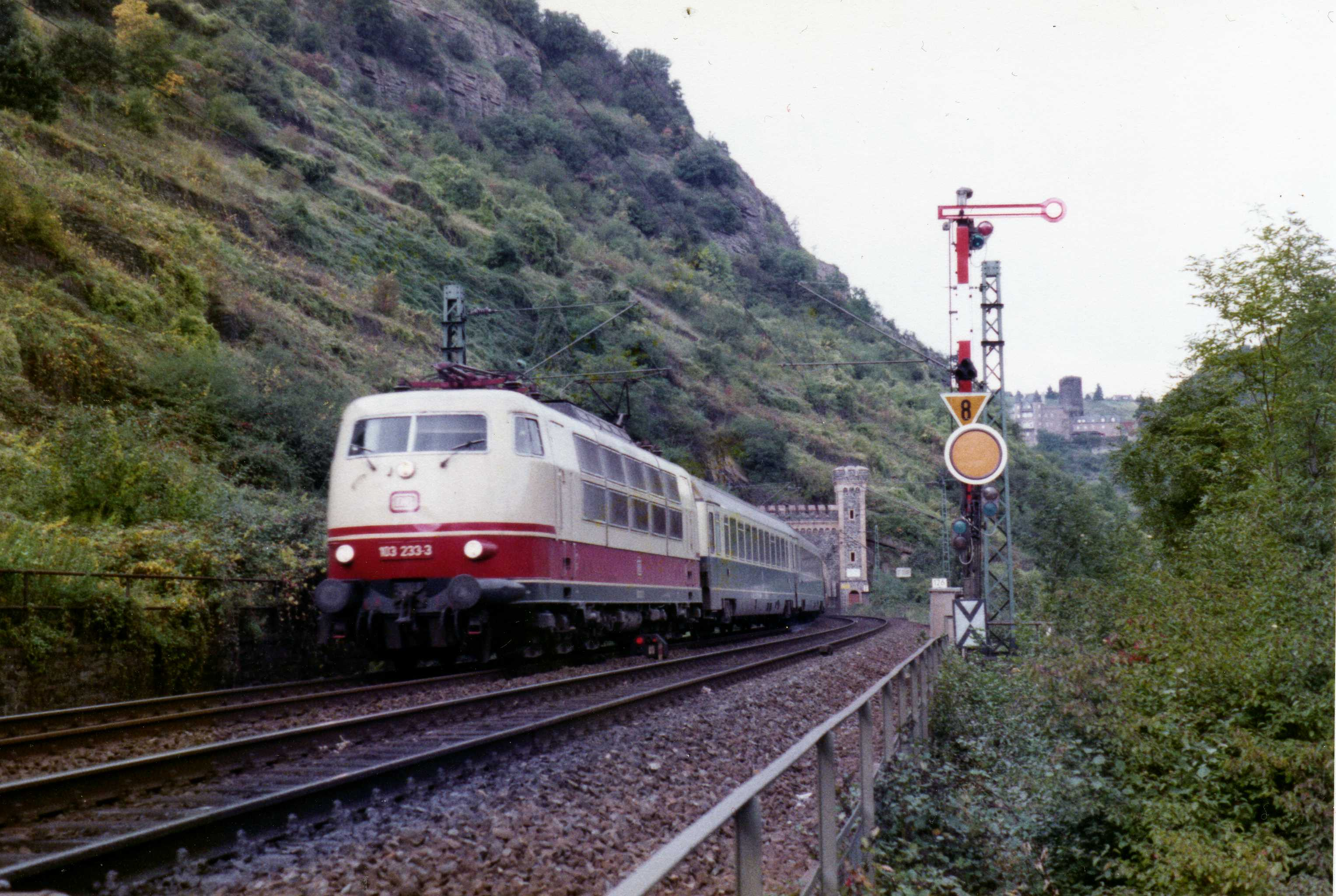
IC 515 „Senator“ (Hamburg – München) am Bank-Tunnel gegenüber der Loreley, 1984

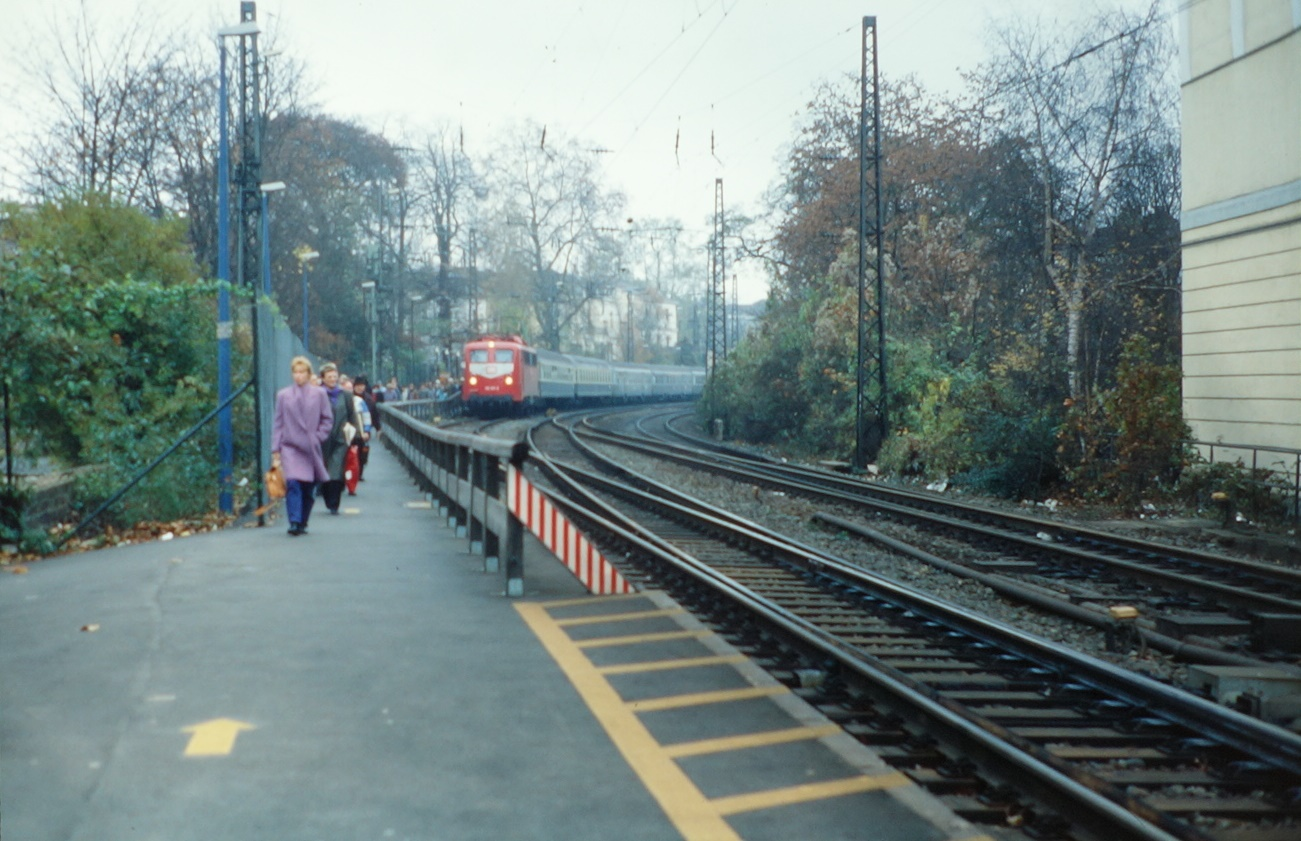
1991–92 diente in Bonn Hbf ein Gleis namens 9 Süd als Provisorium zur Überholung von Zügen

Die Elektrifizierung der Strecke fand in zwei Etappen statt. Am 1. Juni 1958 wurde zunächst der elektrische Betrieb auf dem Abschnitt Remagen–Mainz aufgenommen. Der Traktionswechsel erfolgte allerdings in Koblenz Hauptbahnhof, weil die Kapazität des Bahnhofs Remagen nicht ausreichte. Über die ebenfalls elektrifizierte Bahnstrecke Mainz–Mannheim konnten Züge weiter mit elektrischer Traktion in den bereits zu großen Teilen elektrifizierten süddeutschen Raum verkehren. Am 1. Mai 1959 wurde schließlich auch der Abschnitt Köln–Remagen elektrisch in Betrieb genommen. Am 18. Dezember 1962 kam ein drittes Gleis zwischen den Bahnhöfen Koblenz-Lützel und Koblenz Hauptbahnhof hinzu.
Im Bahnhof Uhlerborn ging zum 13. September 1965 ein neues Zentralstellwerk in Betrieb, und Lichtsignale ersetzten die Formsignale. Gleiches geschah im Bahnhof Budenheim 1968. Im gleichen Jahr erhielt auch der Bahnhof Gau Algesheim ein Drucktastenstellwerk der Bauart SpDrL 60.
Da die linke Rheinstrecke trotz zahlreicher Kurven insgesamt höhere Geschwindigkeiten erlaubt als die rechte Rheinstrecke, wurde sie für den schnellen Personenfernverkehr umso attraktiver, je schneller die Züge aufgrund ihrer technischen Gegebenheiten fahren konnten. Für Güterzüge hingegen, die bis heute zumeist mit maximal 100 km/h unterwegs sind, macht sich der Unterschied zwischen linker und rechter Rheinstrecke wesentlich weniger bemerkbar. 1961 wurde hier die zulässige Höchstgeschwindigkeit abschnittweise von 120 km/h auf 140 km/h heraufgesetzt.
Die linksrheinisch mögliche höhere Geschwindigkeit im Gegensatz zur rechten Rheinstrecke führte dazu, dass sich das bereits vor dem Zweiten Weltkrieg bestehende Ungleichgewicht in der Verteilung des Personenfernverkehrs im Laufe der Jahrzehnte immer weiter auf die linke Rheinseite konzentrierte. Besonders evident wurde dies mit der Einführung der Trans-Europ-Express-Züge 1957, des erstklassigen Intercity-Netzes im Zweistundentakt 1971 und des gemischtklassigen IC-Systems im Stundentakt 1979: alle Züge dieser Systeme verkehrten linksrheinisch. Selbst die Intercity-Linie 2, die von Koblenz ohne Halt bis ins rechtsrheinische Wiesbaden führte, wurde zur Zeitersparnis über Bingen, Mainz-Mombach und die Mainzer Kaiserbrücke geleitet. Die Optimierung des IC-Netzes 1985 führte dazu, dass von nunmehr bundesweit fünf Linien drei die linke Rheinstrecke benutzten – von da an verkehrten also pro Stunde sechs IC-Züge am linken Flussufer, allerdings fuhren die jeweils drei Züge pro Richtung in einem Zeitfenster von zwölf Minuten hintereinander her. Grund dafür war ein Mangel an freien Fahrplantrassen; die Kapazität einer Eisenbahnstrecke ist umso höher, je stärker Züge gleicher Geschwindigkeiten gebündelt werden.
Mit der schrittweisen Auflösung der Bundesbahndirektion Mainz in den Jahren 1971/72 fiel die Zuständigkeit für den Abschnitt nördlich von Streckenkilometer 119,7 (zwischen Hirzenach und Werlau) zum 1. Juni 1971 an die Bundesbahndirektion Köln, die Strecke südlich davon zum 30. April 1972 an die Bundesbahndirektion Frankfurt/Main.
Nach der deutschen Wiedervereinigung wurde zum 2. Juni 1991 das Intercity-Netz umstrukturiert, so dass sich auf der linken Rheinstrecke der lange geforderte Fernverkehrs-Halbstundentakt ergab. Zusätzlich wurden sodann zwei neu eingerichtete Interregio-Linien durchs Rheintal geführt, eine in Richtung Trier, die andere in Richtung Karlsruhe. Dieses Konzept erforderte Überholungen von Nahverkehrszügen in allen Knotenbahnhöfen. Da in Bonn Hauptbahnhof damals nur ein einziges Gleis für Züge in Richtung Norden zur Verfügung stand, wurde provisorisch etwa 200 Meter südlich des Bahnsteigs 1 ein Überholgleis 9 Süd auf der Trasse des früheren Trajektgleises nach Oberkassel errichtet. Nachdem der Umbau des Bonner Hbf abgeschlossen war, wurde Gleis 9 Süd am 26. Oktober 1991 außer Betrieb genommen und wieder abgebaut. Zusammen mit einigen immer noch bestehenden einzelnen Schnellzug-Verbindungen, dem Nahverkehr und schnellen Güterzügen sowie den damals noch üblichen Entlastungs-IC-Zügen an Wochenenden war die linke Rheinstrecke somit von 1991 bis 2002 bis an die Grenze ihrer Kapazität ausgelastet; die Lage entspannte sich erst, als im Dezember 2002 die Schnellstrecke Köln-Rhein-Main ins Fernverkehrsnetz eingebunden wurde.

### 21. Jahrhundert

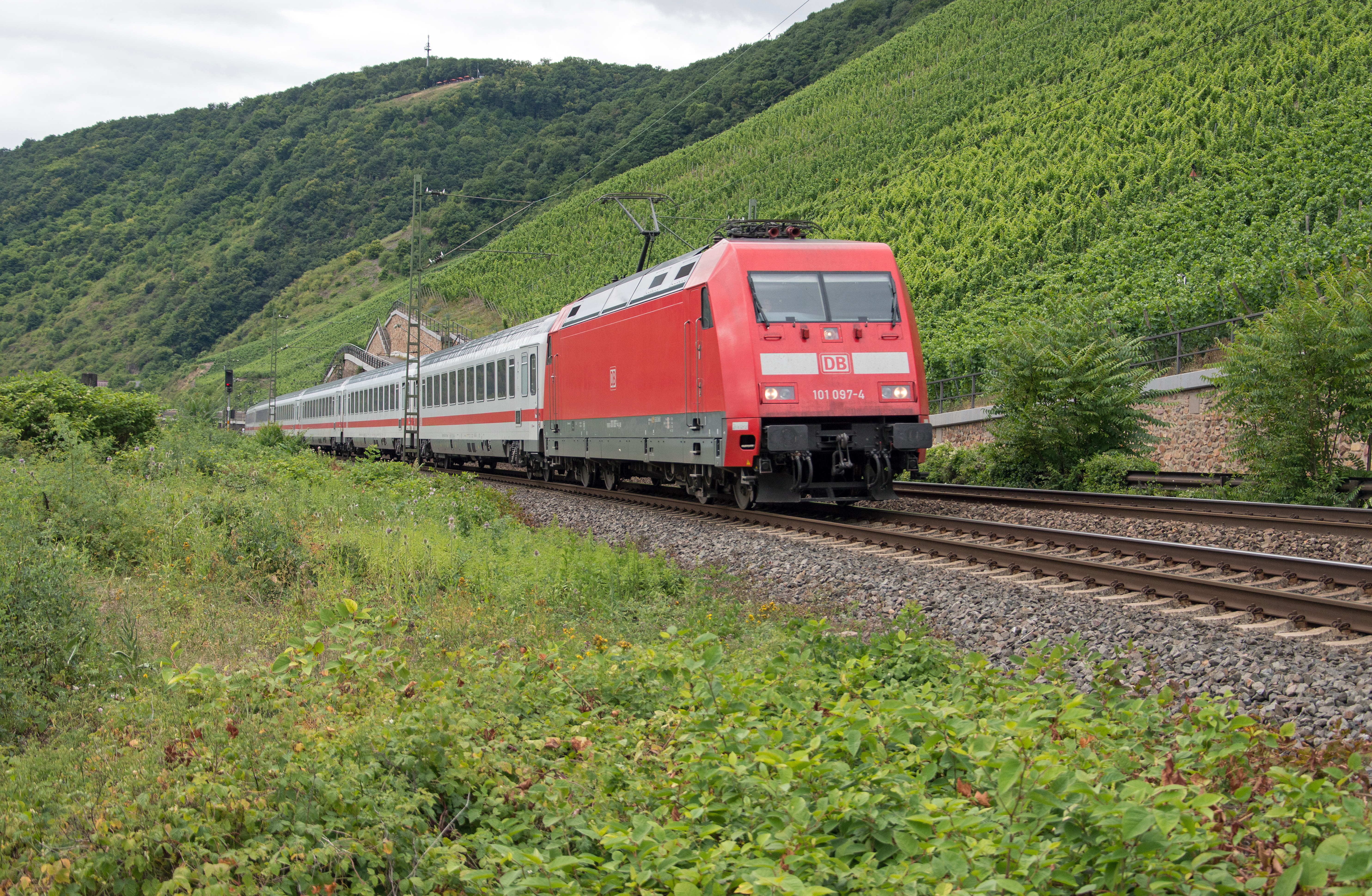
IC 2012 bei Boppard, 2015

Nach Erdrutschen im Februar und März 2002 war die Strecke bis 19. Juli 2002 zwischen Boppard und Oberwesel auf einem 17 Kilometer langen Abschnitt nur eingleisig befahrbar. Die notwendigen Sanierungsarbeiten kosteten fast neun Millionen Euro. Im Januar 2003 begann eine auf 80 Millionen Euro geschätzte Generalsanierung des Oberbaus im Abschnitt zwischen Köln und Mainz. Durch den Verkehrsrückgang infolge der Inbetriebnahme der Neubaustrecke konnte auf Umleitungen trotz eingleisiger Betriebsführung weitgehend verzichtet werden. Insgesamt wurden mehr als 100 Kilometer Gleis neu verlegt und 165.000 Schwellen ausgetauscht. Die Generalsanierung war bereits in den Vorjahren notwendig geworden, war aber aufgrund fehlender Kapazitäten vor Inbetriebnahme der Neubaustrecke nicht möglich.
Am 23. Juni 2011 brannte das Stellwerk in Sankt Goar aus, wodurch in den Bahnhöfen Sankt Goar und Werlau keine Weichen mehr gestellt werden konnten und die Signaltechnik ausfiel. Um trotz fehlendem Stellwerk den Bahnverkehr betreiben zu können, wurden die Weichen mit Handverschlüssen gesichert. Bis diese Sicherungsarbeiten durchgeführt waren, konnte für fast zwei Tage keine durchgehenden Züge verkehren. Der Fernverkehr wurde über die rechte Rheinstrecke umgeleitet. Da allerdings die Signale auf dem Streckenabschnitt nicht funktionierten, hat sich die Mindestzugfolgezeit erhöht. Danach arbeitete die Deutsche Bahn an einer Lösung, um die zwei Bahnhöfe wieder zu aktivieren und die Leistungsfähigkeit der Strecke wieder zu verbessern. Am 2. Dezember 2011 wurde das elektronische Stellwerk Sankt Goar nach wenigen Monaten in Betrieb genommen. Sein Stellbereich umfasst die Bahnhöfe Sankt Goar und Werlau und steuert den Bereich von Kilometer 117,085 bis Kilometer 126,305. Die Signalanlagen werden in ESTW L90-Technik mit einem H/V-Signalsystem betrieben.
Nach einem Erdrutsch bei heftigen Regenfällen entgleiste am 11. September 2011 ein Intercity auf der Fahrt von Hamburg nach Stuttgart kurz vor Sankt Goar. Dabei wurden der Lokführer schwer und 14 weitere Menschen leicht verletzt. Um den Intercity zu bergen und die Gleise zu reparieren, musste die Bahnstrecke zwischen Boppard und Oberwesel für eine Woche gesperrt werden. Der Fernverkehr wurde wieder über die rechte Rheinstrecke umgeleitet, der Nahverkehr pendelte auf den noch befahrbaren Streckenabschnitten. Am 25. Juni 2016 entgleiste der RE 4251 (Koblenz–Frankfurt) gegen 5:30 Uhr nach einem Erdrutsch, der durch schweren Regen verursacht wurde, zwischen Oberwesel und Bacharach. Der Lokführer wurde schwer, neun weitere Personen leicht verletzt.
Der Streckenabschnitt von Hürth-Kalscheuren über Bonn bis Remagen wurde am 9. Dezember 2016 gemäß der Eisenbahninfrastruktur-Benutzungsverordnung zum überlasteten Schienenweg erklärt. 2018 wurde ein Plan zur Erhöhung der Schienenwegkapazität vorgelegt, der 2021 aktualisiert wurde.
Am 14. Juni 2019 beschloss der Verbandsgemeinderat St.Goar-Oberwesel, Klage gegen die Deutsche Bahn einzureichen. Der Rat ist der Auffassung, dass die linksrheinische Bahnstrecke zwischen Mainz und Koblenz bis heute keine gültige Baugenehmigung hat und deshalb als Schwarzbau einzustufen ist.
2024 laufen Arbeiten am Elektronischen Stellwerk „Linker Rhein“. Das rund 110 Millionen Euro teure Stellwerk soll zukünftig den Zugverkehr auf der Strecke steuern. 2022 war geplant, die Strecke bis 2025 mit ETCS auszurüsten.
Im ersten Halbjahr 2028 wird die Strecke Hürth-Kalscheuren–Koblenz–Mainz im Rahmen der Generalsanierung Hochleistungsnetz für ca. fünf Monate komplett gesperrt.

## Bedeutung

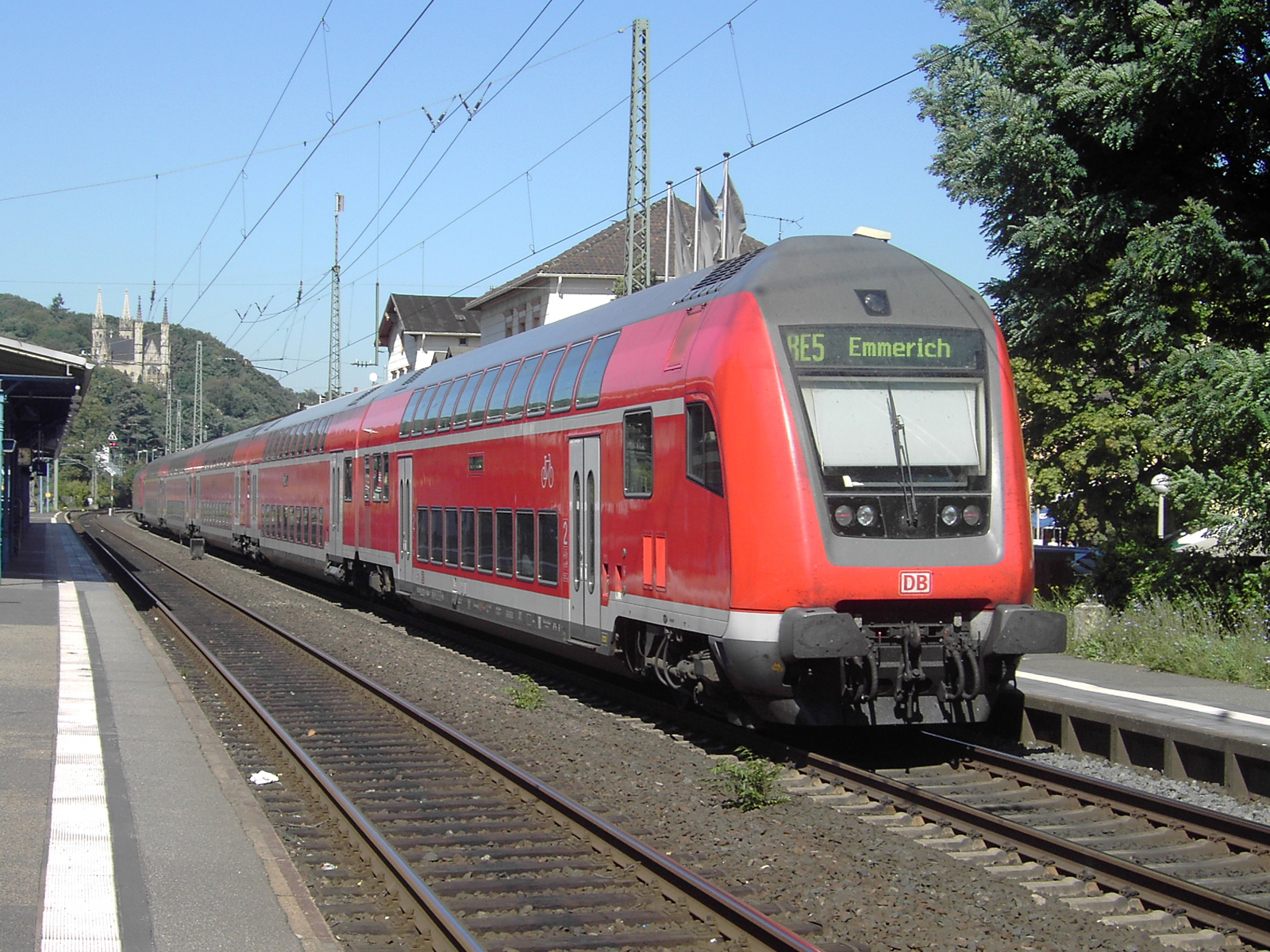
RE 5 in Remagen

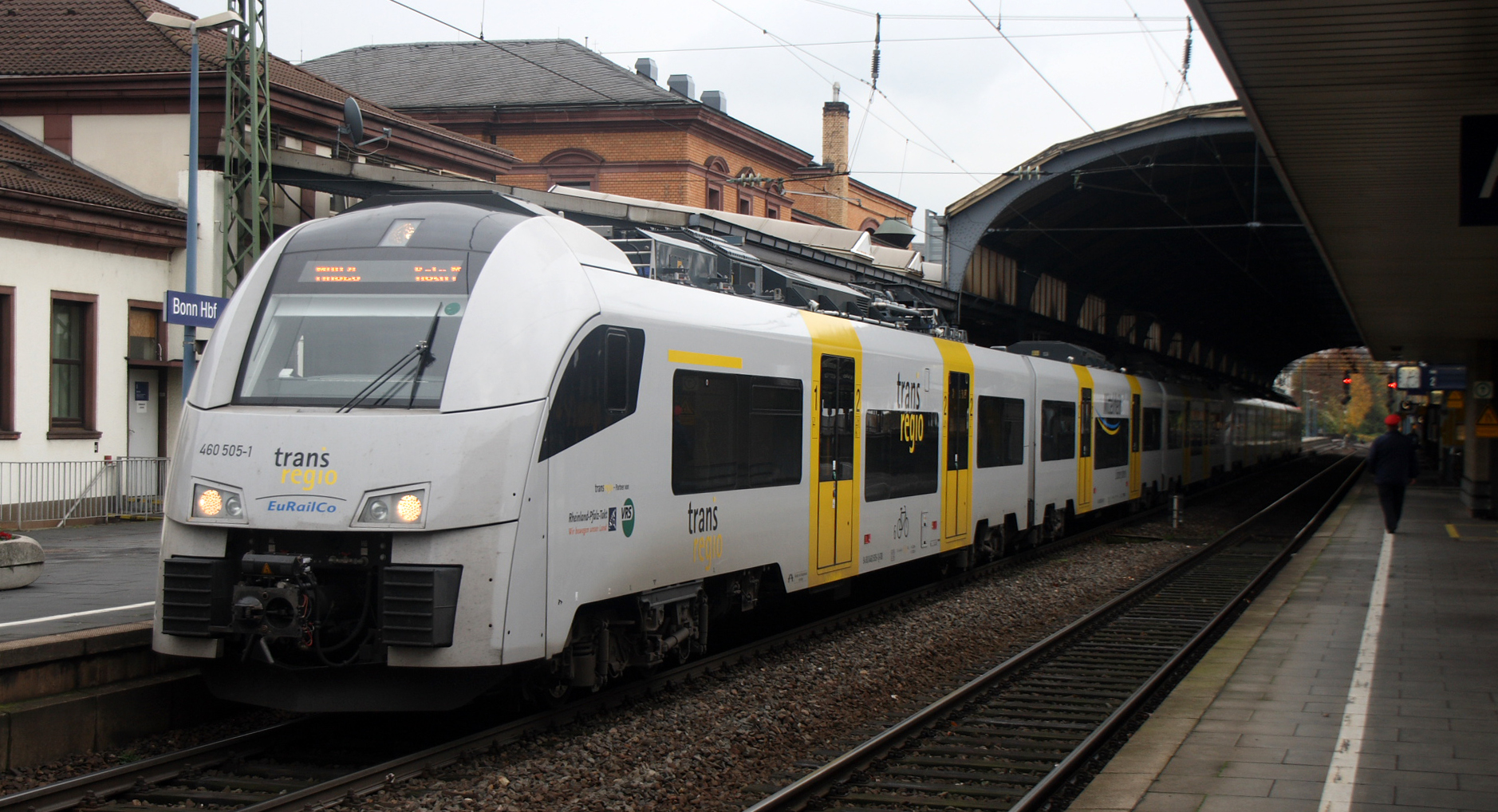
Siemens Desiro ML der trans regio in Bonn Hbf (2009)

### Verkehrliche Bedeutung
Die Strecke zählt zu den meistbefahrenen Eisenbahnstrecken Deutschlands und wichtigsten Nord-Süd-Verbindungen im Westen des Landes. Bis zur Eröffnung der Schnellfahrstrecke Köln–Rhein/Main war sie für das Rheinland und weite Teile des Ruhrgebietes die schnellste Verbindung nach Süddeutschland mit stündlich drei Fernzugpaaren.
Heute verkehren auf der linken Rheinstrecke stündlich ein Regional-Express-Zugpaar von National Express zwischen Wesel und Koblenz sowie zweistündlich ein Regional-Express-Zugpaar der DB Regio zwischen Koblenz und Frankfurt(Main). Zudem verbindet ein Zugpaar der trans regio (MittelrheinBahn) Köln mit Mainz im Stundentakt, eine weitere Regional-Bahn-Linie verkehrt zwischen Remagen und Bonn bzw. Bonn und Köln. Hinzu kommen diverse Güterzüge, die größtenteils in Hürth-Kalscheuren eingefädelt werden. Trotz der für den Güterverkehr relevanteren rechten Rheinschiene verkehren auch linksrheinisch etliche Güterzüge, die diese Strecke an ihre Kapazitätsgrenze bringen.
Mit der Vollinbetriebnahme der Neubaustrecke Köln–Rhein/Main zum Fahrplanwechsel im Dezember 2002 wurde das Fernverkehrsangebot reduziert. Heute fahren stündlich zwei Fernzüge je Richtung. Seither hat der Güterverkehr auf der Strecke zugenommen.

### Touristische und kulturelle Bedeutung
Die Strecke im Oberen Mittelrheintal gilt als eine der landschaftlich schönsten Eisenbahnstrecken Deutschlands. Das Tal zwischen Bingen und Koblenz zählt seit dem Jahr 2002 zum UNESCO-Weltkulturerbe. Den Reisenden zeigen sich zahlreiche Burgen, darunter die Rheinpfalz bei Kaub, und auch die Loreley auf der gegenüberliegenden Talseite ist gut zu sehen. Daneben sind enge Täler zwischen hoch aufragenden Felswänden, viel Wald und zahlreiche Weinberge zu betrachten.

## Planungen

### Projekt: S-Bahn-Westring Köln
Das größte Verkehrsprojekt im Bereich des Eisenbahnknoten Kölns ist der Bau des Kölner S-Bahn-Westrings. Dabei soll die linke Rheinstrecke zwischen Köln und Bonn um zwei S-Bahn-Gleise erweitert werden.

### Projekt: Leiser Rhein
Da das Rheintal im europäischen Schienenverkehr eine zentrale Nord-Süd-Verbindung ist, werden hier die Anwohner infolge des wachsenden Güterverkehrs an der linken und rechten Rheinstrecke immer mehr durch den steigenden Bahnlärm gestört. Zurzeit fahren auf beiden Rheinstrecken zusammen zirka 480 Züge am Tag. Auf Drängen des Hessischen Ministeriums für Umwelt, Energie, Landwirtschaft und Verbraucherschutz und des Ministeriums für Umwelt, Forsten und Verbraucherschutz Rheinland-Pfalz wurde das Pilotprojekt Leiser Rhein gestartet. Für dieses Projekt stellte die EU-Kommission im Dezember 2009 Geld zur Verfügung um 5000 Güterwagen, die vornehmlich entlang des Rheins fahren, mit leiseren Komposit-Bremsklötzen auszustatten.
Um den Bahnlärm noch effektiver zu reduzieren, ist in der Politik eine Entlastungsstrecke im Gespräch. Diese soll den stark wachsenden Güterverkehr aufnehmen und gleichzeitig den Verkehr auf der linken Rheinstrecke reduzieren. Dabei sind folgende Strecken in der Diskussion: Eine Strecke entlang der Bundesautobahn 3, eine weitere an der Bundesautobahn 61 und die vorhandene Eifelstrecke.

### Barrierefreiheit
In Rheinland-Pfalz sollen mittelfristig alle Bahnsteige an einer Strecke auf die gleiche Höhe vereinheitlicht, ggf. umgebaut und so stufenlos erreichbar werden. Die Bahnsteige an der linken Rheinseite sollen eine Höhe von 76 cm erhalten. Zurzeit sind die Bahnsteige in Sechtem, Roisdorf, Remagen, Namedy, Andernach, Koblenz Stadtmitte, Koblenz Hbf und Spay barrierefrei. Jedoch haben auch bei diesen Stationen noch nicht alle Bahnsteige die entsprechende Höhe.

### Neue Tunnelröhren zwischen St. Goar und Oberwesel
Die drei bestehenden Tunnel zwischen St. Goar und Oberwesel (Bank-, Bett- und Kammerecktunnel) sind sanierungsbedürftig und entsprechen nicht mehr aktuellen Sicherheitsstandards. Bei einer Modernisierung müsste der Gleisabstand vergrößert und ein beidseitiger Fluchtweg angelegt werden. Da die Tunnelportale unter Denkmalschutz stehen, ist eine Aufweitung des Tunnelquerschnitts nicht möglich. In der derzeitigen Vorplanung werden verschiedene Varianten der Modernisierung untersucht. Diese reichen von eingleisigen, parallelen Röhren zu den bestehenden Tunneln (dabei würden die vorhandenen Tunnel weiterhin, jedoch eingleisig, betrieben) bis hin zu einem 4,8 Kilometer langen zweigleisigen Tunnel, der die vorhandene flussnahe Infrastruktur ersetzt. Die Deutsche Bahn entschied sich für eine Ertüchtigung der bestehenden Tunnel. Auch in den Bundesverkehrswegeplan wurde die Umfahrung nicht aufgenommen.

### Deutschland-Takt (Personenfernverkehr)
Zum Bundesverkehrswegeplan wurde als Basis für den Deutschland-Takt ein Zielfahrplan für den Fernverkehr im Jahr 2030 erstellt. Zwischen Köln und Koblenz sollen vier, zwischen Koblenz und Mainz drei Fernverkehrslinien im Zweistundentakt verkehren.
Die Linie FV 1 entspricht der heutigen IC-Linie 30, jedoch mit zusätzlichen Halten in Andernach und Bingen. Durch Nutzung der Schnellfahrstrecke Mannheim–Stuttgart und Einsatz von ICE ohne Neigetechnik mit einer Höchstgeschwindigkeit von 230 km/h soll die Fahrtzeit bis Stuttgart um 18 Minuten reduziert werden.
Die Linie FV 31 entspricht der heutigen IC-Linie 31, jedoch mit zusätzlichen Halten in Remagen und Bingen. Ab Mainz soll die Linie über Mannheim nach Stuttgart geführt werden, so dass die Linien FV 1 und FV 31 einen Stundentakt zwischen Hamburg und Stuttgart über die Linke Rheinstrecke bilden. Auch hier sollen ICE ohne Neigetechnik mit einer Höchstgeschwindigkeit von 230 km/h verkehren.
Die Linie FV 17 entspricht der heutigen ICE-Linie 91, jedoch mit acht statt nur zwei Fahrten zwischen Köln und Frankfurt. Diese soll in der Takttrasse der bisherigen IC-Linie 32 verkehren und diese ersetzen, jedoch nicht mehr in Remagen, Andernach und Bingen halten. Hier ist weiterhin der Einsatz von ICE-T vorgesehen.
Die Linie FV 39 entspricht der heutigen IC-Linie 35, jedoch mit acht statt nur drei Fahrten zwischen Köln und Koblenz. Auf der Linie sollen Doppelstock-Intercity eingesetzt werden.

### Rhein-Ruhr-Express
Der Abschnitt Köln–Koblenz ist Zulaufstrecke zur Kernstrecke Köln–Dortmund des Rhein-Ruhr-Express (RRX).
Die Linie RRX 4 soll von Bielefeld nach Koblenz führen und zwischen Köln und Koblenz die heutige Mittelrheinbahn ersetzen, die Linie RRX 6 soll von Minden nach Koblenz führen und zwischen Düsseldorf und Koblenz den heutigen Rhein-Express ersetzen. Zusammen sollen die Linien RRX 4 und RRX 6 einen 30-Minuten-Takt zwischen Bielefeld und Koblenz bilden. Da die Mittelrheinbahn öfter hält als der Rhein-Express, benötigt sie 23 Minuten länger von Köln nach Koblenz. Daher wird derzeit geprüft, wie die im Bundesverkehrswegeplan unterstellte zweite RRX-Linie unter Aufrechterhaltung der Mittelrheinbahn betriebstechnisch integriert werden kann.

## Personenverkehrstarife
Der Schienenpersonennahverkehr auf der linken Rheinstrecke wird im Auftrag von vier Verkehrsverbünden erbracht, deren Tarife in allen Zügen des Nahverkehrs gelten:
- Der Abschnitt von Köln bis Bonn-Mehlem liegt im Bereich des Verkehrsverbundes Rhein-Sieg (VRS),
- bis Brohl gilt ein Übergangstarif VRS/Ahr.
- Von Rolandseck bis Oberwesel gelten Fahrscheine des Verkehrsverbundes Rhein-Mosel (VRM).
- Von Bacharach bis Mainz gelten Fahrscheine des Rhein-Nahe-Nahverkehrsverbundes (RNN).
- Zwischen Bacharach und Mainz gilt auch ein Übergangstarif zum Rhein-Main-Verkehrsverbund (RMV), das Stadtgebiet von Mainz selbst – und damit auch die Strecke zwischen Mainz-Mombach und Mainz Hbf – gehört zum Rhein-Main-Verkehrsverbund.